# 史蒂文斯崖
史蒂文斯崖（英語：Stevens Cliff），是南極洲的山崖，位於維多利亞地的斯科特海岸，處於格蘭納特港北岸，長6公里，海拔高度200米，現時由南極條約體系管理。